# Château de Douvres
Le château de Douvres est un  château fort en pierre ayant remplacé un premier château de terre et de bois, du XIe siècle, remanié à plusieurs reprises, qui se dresse au-dessus de  la ville de Douvres dans le comté de Kent en  Angleterre.

## Localisation
Le château de Douvres est situé sur une colline dominant la Manche, au nord-est du port de Douvres dans le comté anglais  de Kent. Ce château possède un grand avantage : c'est le point d'Angleterre le plus proche du continent européen.

## Historique
La place était sans doute fortifiée depuis l'âge du fer, bien avant la conquête romaine. Les Romains érigèrent un phare qui se dresse toujours dans l'enceinte du château, et les Saxons une église.
Guillaume le Conquérant a étendu des fortifications existantes à cet endroit en 1066, mais c'est Henri II qui en a fait le château actuel en y ajoutant, vers 1180, le donjon entouré d'un mur d'enceinte.
À travers les siècles, les défenses ont toujours été élargies et améliorées car le château a joué un important rôle militaire. Un labyrinthe de tunnels et des chambres secrètes furent aménagés sous le château pour mieux en assurer sa défense.

### Le phare romain

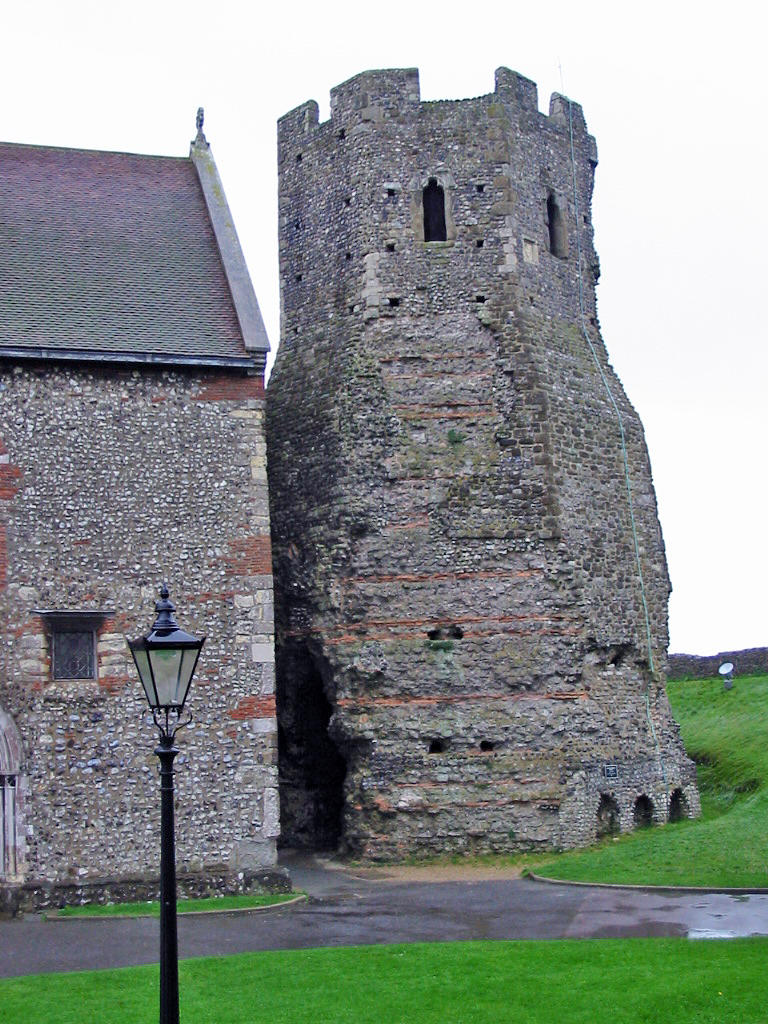
Le phare romain de Douvres.

Le phare romain de Douvres, connu sous le nom de « Roman lighthouse » ou encore « Roman Pharos », a été édifié en l'an 43, juste après l'invasion romaine lancée par l'empereur Claude. C'est une tour octogonale (intérieurement carrée) de 24 m de haut, qui présente encore aujourd'hui quatre niveaux romains et un couronnement médiéval. Il est constitué en Opus caementicium.
Le phare romain de Boulogne-sur-Mer (Tour d'Ordre), également dénommée Tour de Caligula qui lui faisait face, n'existe plus depuis le XVIIe siècle. On en possède toutefois des dessins.
Le phare romain de Douvres est probablement le mieux conservé de tous les phares romains subsistants, après la Tour d'Hercule.

### Le château médiéval
Le premier château a été bâti par le duc Guillaume de Normandie en novembre 1066 ; après la bataille d'Hastings, Guillaume le Conquérant reçut la reddition de Douvres et améliora les fortifications. On ne sait pas beaucoup de choses de ce premier château, mais le résultat de fouilles archéologiques laisse supposer qu'il était situé près du phare et de l'église.

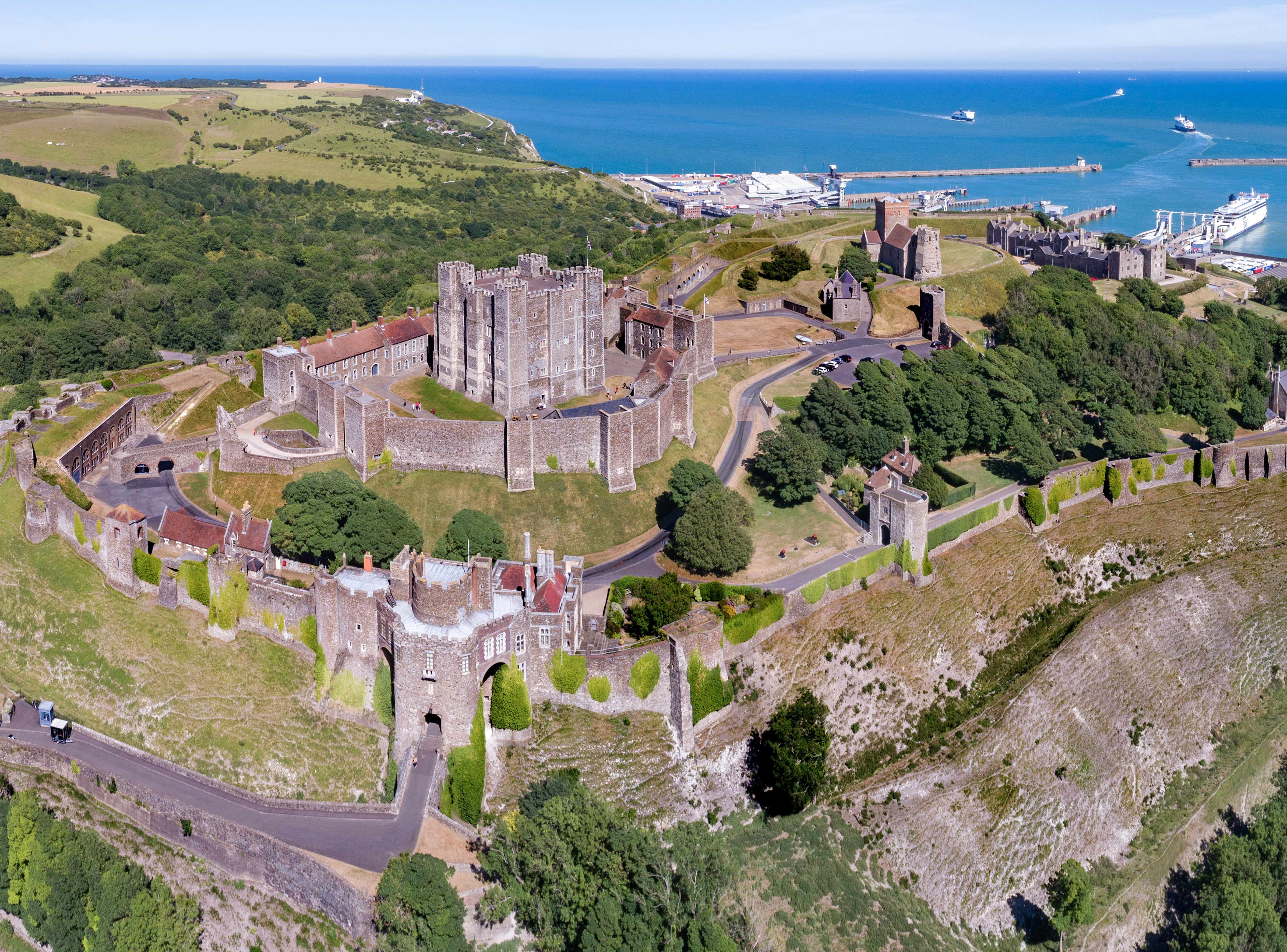
Au centre, le donjon roman d'Henri II Plantagenêt.

C'est le roi d'Angleterre Henri II qui fit construire le château de Douvres entre 1179 et 1188. Les défenses sont complétées par Jean sans Terre.
Le donjon fut cependant remanié de nombreuses fois aux siècles suivants, et en particulier au XVIe siècle, sous le règne d'Henri VIII.
Les défenses du château sont testées pour la première fois pendant la guerre entre Jean sans Terre et ses barons. En mai 1216, le prince Louis poste une armée à Thanet pour soutenir les barons. Avant l'automne 1216, le roi ne possède plus, dans le sud de l'Angleterre, que les châteaux de Windsor et de Douvres.
Jean sans Terre meurt en octobre 1216, son fils Henri III est proclamé roi. Louis de France, futur Louis VIII, établit le siège du château de Douvres en mai 1217, mais trois jours après, les forces françaises sont vaincues à la bataille de Lincoln, mettant fin à la guerre.
Le siège établi par Louis de France a montré les vulnérabilités des défenses du nord. Henri III améliore les défenses du château, en ajoutant des tours de surveillance : St John's Tower, Peverell's Tower, à l'ouest, et des portes : Constable's Gateway et Fitzwilliam's Gateway, à l'est.
Quand la guerre civile éclate en 1642, la ville de Douvres soutient le parlement alors que la garnison du château soutient le roi. Au mois d'août, une partie des habitants escalade les falaises, surprend la garnison et s'empare du château.
À la fin du XVIIIe siècle, pendant la Révolution française et les guerres contre la France napoléonienne, le colonel William Twiss continue la modernisation du château. Il complète la restructuration des défenses extérieures en ajoutant les demi-bastions Horseshoe, Hudson, East Arrow et East afin de renforcer le côté est, ainsi qu'un autre bastion à l'ouest. Twiss construit également Canon's Gateway pour faciliter les communications entre le château et les défenses de la ville ; il fait aussi creuser des installations sous la falaise.
La fin des guerres napoléoniennes précipite la réduction des défenses de Douvres ; ne reste plus au château qu'une petite garnison. Plus tard, des améliorations sont apportées au château, mais il est plutôt utilisé comme quartier général de la garnison alors que le nouveau Fort Burgoyne, construit sur une parcelle plus élevée au nord-est du château, assume les autres fonctions militaires.
Le 25 juillet 1909, Louis Blériot a réussi le premier vol transmanche avec un atterrissage à Northfall Meadow, sur une colline près du château ; un mémorial marque le site de son atterrissage.
Durant le XXe siècle, le château joue un rôle important dans les deux guerres mondiales. Le château est équipé de canons de DCA ainsi que de projecteurs ; pendant la Seconde Guerre mondiale, on y ajoute un radar.
En mai 1940, l’évacuation de 338 000 soldats alliés depuis Dunkerque est dirigée à partir du poste de commandement du château. De nouveaux tunnels sont construits pour abriter un hôpital et les quartiers-généraux de trois services.
À la fin de la guerre, l'armée reste au château jusqu'en 1958 ; cinq ans après, l'ensemble du château de Douvres est confié au Ministry of Works pour être préservé.

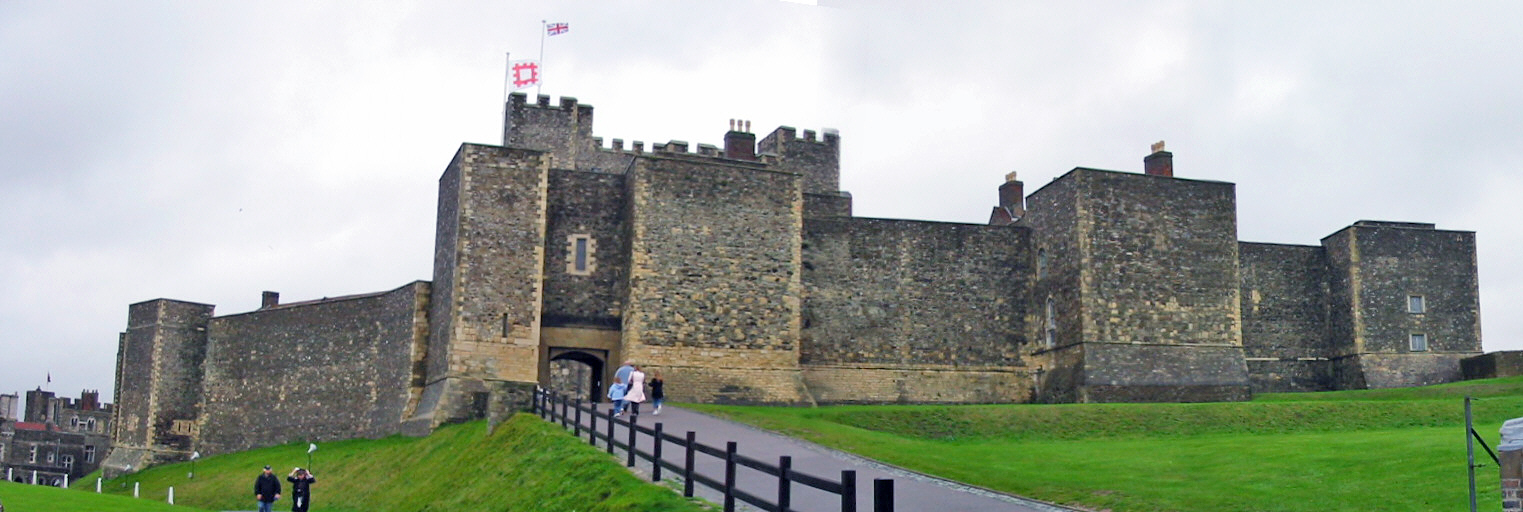
Le château médiéval.

## Description
Le château de Douvres, bâti vers 1180, s'articule autour d'une puissante tour quadrangulaire.

## Visite
C'est actuellement une ancienne forteresse du Moyen Âge du sud de l'Angleterre encore visible.

## Dans la culture
Le château de Douvres figure dans la campagne du jeu Age of Empires IV.